# Dennis Kucinich
Dennis John Kucinich (Kučinić) (8. listopada 1946.) je američki demokratski političar hrvatsko-irskog porijekla, poznat kao jedan od vodećih zastupnika ljevice u Predstavničkom domu Kongresa i američkoj političkoj sceni uopće. U Kongresu od 1996. do danas zastupa 10. kongresni okrug države Ohio, koji uključuje i grad Cleveland gdje je od 1977. do 1979. služio kao gradonačelnik. Poznat je kao jedan od najžešćih protivnika rata u Iraku i jedan od rijetkih danas istaknutih demokrata koji mu se protivio od samog početka; isto tako je poznat po žestokoj kritici predsjednika Georgea W. Busha, za koga je pokrenuo neuspješni postupak smjene u Kongresu. 2004. i 2008. je neuspješno tražio demokratsku nominaciju na izborima za predsjednika SAD.

## Vanjske poveznice
- Congressman Dennis Kucinich official U.S. House site
- Re-Elect Congressman Kucinich  Arhivirana inačica izvorne stranice od 6. veljače 2004. (Wayback Machine) official campaign site
- Biografija na Biographical Directory of the United States Congress
- The Peace Alliance
- Dennis Kucinich na Curlie
- Campaigns Wikia - Dennis Kucinich  Arhivirana inačica izvorne stranice od 19. srpnja 2011. (Wayback Machine)
- Dennis Kucinich Interview at PR.com, November 17, 2008

| Prethodnik:   | Gradonačelnik Clevelanda | Nasljednik:         |
| Ralph J. Perk | Gradonačelnik Clevelanda | George V. Voinovich |